# Jacopo Appiani

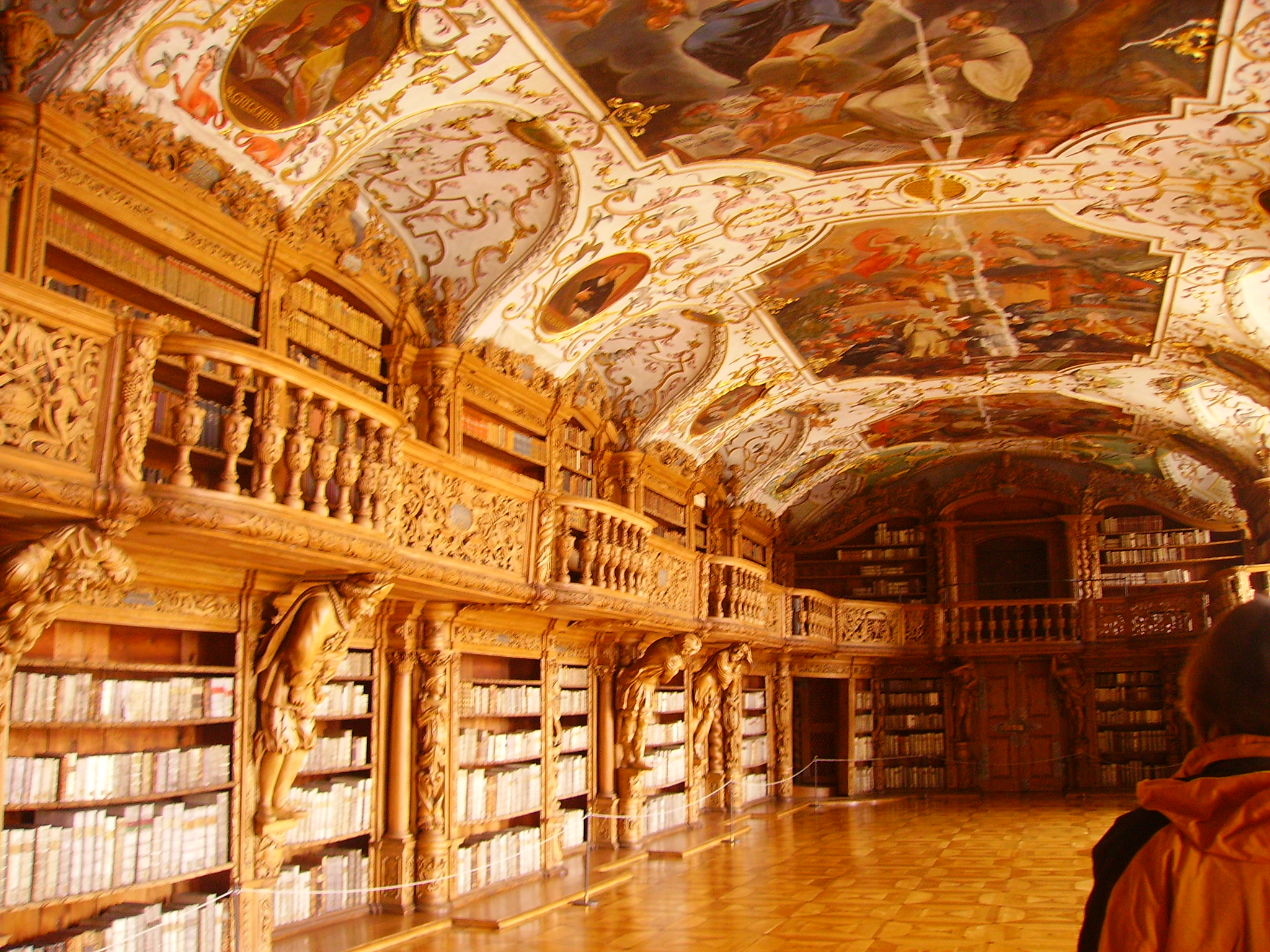
Giuseppe Appiani: Stuckaturen, Kloster-Bibliothek Waldsassen, 1726.

Jacopo Appiani (auch Jacob oder Giacomo Appiani, * 22. Juni 1687 in Porto Ceresio; † 24. Juni 1742 ebenda) war ein italienischer Stuckateur des Rokoko.

## Leben
Er war ein Sohn des Maurers Joseffe (Giuseppe) Appiani (1644; † vor 1721) aus Porto Ceresio und jüngerer Bruder des Stuckateurs Pietro Francesco Appiani (1670–1724), des Vaters des Malers Giuseppe Appiani. Er war mit Marianna Vianni verheiratet, die er am 10. Februar 1721 in Porto Ceresio ehelichte. Er arbeitete zunächst in der Werkstatt von Pietro Francesco Appiani in München. Von 1712 bis 1716 vertrat er dort seinen Bruder, während sich dieser in Frankreich aufhielt und übernahm nach dessen Tod 1724 den Betrieb. Er begann später, mit Franz Beer und Michael Beer von Bleichten zusammenzuarbeiten und den Wirkungsbereich der Werkstatt auf die Schweiz auszuweiten. Ab der zweiten Hälfte der 1720er Jahre weist sein Werk Régence-Stilelemente auf. Er verstarb 1742 in seiner Geburtsstadt Porto Ceresio.

## Werke (Auswahl)
- Filialkirche St. Sebastian in Puch
- Kloster Waldsassen (1724–1726), Bibliothek, sowie Altäre der Basilika.
- Kloster Fürstenfeld (1729–1730), Langhaus der Klosterkirche.
- Kloster Rheinau (1729), Abts-Epitaph in der Klosterkirche, Deckenstuck der Bibliothek im neuen Konvent, Stuckdecke des Festsaales im Abteigebäude.[2]
- Zürich, Stockargut (ca. 1732/1733.)
- Herrliberg, Landhaus Schipf.[3]